# تیم آکروجت پرنده‌های برفی
پرنده‌های برفی (Snowbirds) که رسماً به عنوان اسکادران نمایش هوایی 431 شناخته می شود، یک تیم اکروجت نظامی متعلق به نیروی هوایی سلطنتی کانادا است. این تیم در فرودگاه  سی‌اف‌بی موس جو در نزدیکی موس جاو  شهری در جنوب مرکزی استان ساسکاچوان مستقر است. هدف رسمی این تیم نشان دادن مهارت، حرفه ای بودن و کار تیمی پرسنل نیروهای مسلح کانادایی است.  همچنین این تیم  نقش روابط عمومی و سفیر هوایی نیروهای مسلح کانادارا بازی می کند.  پرنده‌های برفی اولین تیم نمایش هوایی کانادایی است که به عنوان یک اسکادران تعیین شده است. 

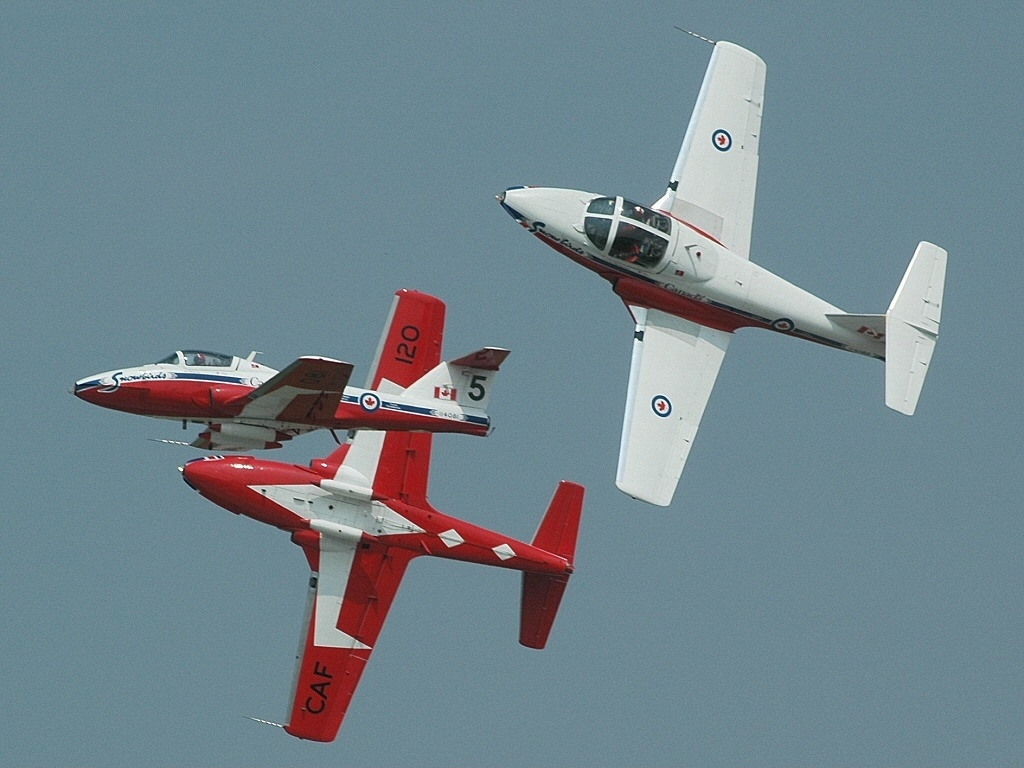
پرندگان برفی در حال انجام مانور در نمایشگاه ملی پایتخت، اتاوا، 1994.

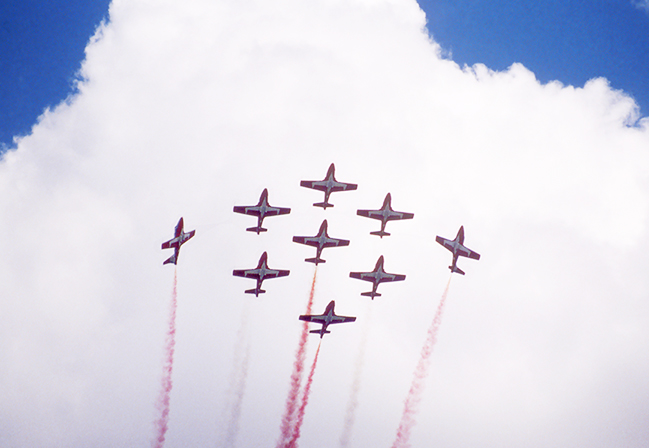
پرنده‌های برفی در حال اجرای هزارمین نمایش رسمی خود در فرودگاه سی‌اف‌بی ادمنتن در 20 مه 1990.

## مراجع

### یادداشت ها
1. ↑  R. Palmer (3 June 2020). "Snowbirds hold private change of command ceremony". Moosejaw Today. Retrieved 3 July 2020.

## لینک های خارجی
- Canadian Forces Snowbirds (سایت رسمی)
- اسکادران 431 (وزارت دفاع - تاریخ و میراث) بایگانی‌شده  در ۲۱ ژوئن ۲۰۰۹ توسط Wayback Machine  </link>
- تاریخچه اسکادران در Canadian Wings
- تصویری از NFB 1980 را در Snowbirds تماشا کنید

الگو:Royal Canadian Air Forceالگو:Canadian aerobatic teamsالگو:Modern aerobatic teamsالگو:RCAF Squadrons